# Pierre Bengtsson
Pierre Thomas Robin Bengtsson (* 12. April 1988 in Kumla) ist ein ehemaliger schwedischer Fußballspieler. Der Mittelfeldspieler, der mehrere Jugendauswahlen des schwedischen Fußballverbandes durchlief und A-Nationalspieler war, stand zuletzt beim schwedischen Erstligisten Djurgårdens IF unter Vertrag.

## Werdegang

### Karrierebeginn bei AIK
Bengtsson spielte zunächst in der Jugend von IFK Kumla, einem Verein aus seinem Geburtsort. Dort wusste er zu überzeugen und zog das Interesse nahezu aller großer Fußballvereine Schwedens auf sich, wobei sich AIK Solna durchsetzte und ihn 2004 in seine Jugendabteilung holte.
Nachdem Bengtsson zunächst noch zwei Jahre ausschließlich im Jugendbereich von AIK gespielt hatte, absolvierte er am 27. August 2006 beim Ligaspiel gegen Östers IF sein Profidebüt in der Allsvenskan. Zunächst kam er unregelmäßig zum Einsatz und wurde bei den meisten seiner Spiele als Einwechselspieler eingesetzt. Dennoch entwickelte er sich zum Kandidaten für die schwedischen U-21-Nationalmannschaft. Nachdem er in den Jahren zuvor bereits für mehrere schwedische Jugendauswahlen angetreten war, debütierte er am 21. November 2007 bei der 0:3-Niederlage gegen die türkische U-21-Auswahl. In der Folge etablierte er sich im Kader der U-21 und erspielte sich in der Wettkampfmannschaft von AIK im Laufe der Spielzeit 2008 einen Stammplatz. Als Tabellenfünfter verpasste er mit dem Klub einen Platz im Europapokal.
In der Spielzeit 2009 verlor Bengtsson seinen Stammplatz in der Offensive bei AIK, konnte sich jedoch in der Juniorennationalmannschaft halten. Die Auswahltrainer Tommy Söderberg und Jörgen Lennartsson beriefen ihn Ende Mai neben seinen Vereinskameraden Per Karlsson und Gabriel Özkan für das schwedische Aufgebot zur U-21-Europameisterschaft in Schweden. Im Turnierverlauf blieb er ohne Spieleinsatz.

### Fünfeinhalb Jahre in Dänemark
Zum Abschluss der Sommertransferperiode 2009 wechselte Bengtsson zum FC Nordsjælland in die dänische Superliga und erhielt die Rückennummer 27. Sein Pflichtspieldebüt für den neuen Verein gab er Ende September beim 4:1-Auswärtserfolg im Pokalspiel bei AB Kopenhagen, in dem er den Treffer zur zwischenzeitlichen 2:0-Führung erzielte. Anschließend spielte er sich auch in der Liga in die Stammformation. Nachdem sein alter Verein AIK zum Ende der Allsvenskansaison 2009 die Meisterschaft gewonnen und er vor seinem Vereinswechsel mehr als die Hälfte der Saisonspiele absolviert hatte, wurde er am Ende des Jahres als schwedischer Meister ausgezeichnet. An der Seite von Michael Parkhurst, Patrice Bernier und seiner Landsmänner Benjamin Kibebe und Rawez Lawan beendete er seine erste Spielzeit in Dänemark als Tabellensiebter. Zudem hielt er sich in der U-21-Nationalmannschaft, mit der er an der Qualifikation zur U-21-Europameisterschaft 2011 teilnahm.

### 1. FSV Mainz 05, Leihe zum FC Bastia und Rückkehr nach Kopenhagen
Zum 1. Januar 2015 wechselte Bengtsson, nachdem sein Vertrag in Kopenhagen zum 31. Dezember 2014 ausgelaufen war, in die Bundesliga zum 1. FSV Mainz 05. Er unterschrieb einen Vertrag mit einer Laufzeit bis zum 30. Juni 2018. Um Spielpraxis zu sammeln, wurde er für die Saison 2016/17 an den französischen Erstligisten SC Bastia verliehen.
In der Sommerpause 2017 kehrte er zum FC Kopenhagen zurück und unterschrieb einen bis 2022 laufenden Vertrag. 2021 wurde er an den Vejle Boldklub Kolding verliehen.
Mit der schwedischen Auswahl erreichte er bei der Europameisterschaft 2021 das Achtelfinale, wo Schweden gegen die Ukraine ausschied.
Im Februar 2022 wechselte Bengtsson zu Djurgårdens IF. Nachdem sein dortiger Vertrag zum Jahresende 2023 ausgelaufen war, beendete Bengtsson seine Karriere im April 2024. 

## Erfolge
AIK
- Schwedischer Meister: 2009
- Schwedischer Pokalsieger: 2009

FC Nordsjælland
- Dänischer Pokalsieger: 2010, 2011

FC Kopenhagen
- Dänischer Meister: 2011, 2013, 2019, 2022
- Dänischer Pokalsieger: 2012, 2015